# Gennaro Granito Pignatelli di Belmonte
Gennaro Granito Pignatelli di Belmonte, né le 10 avril 1851 à Naples (alors capitale du royaume des Deux-Siciles) et mort le 16 février 1948, est un ecclésiastique italien. Il est nonce apostolique en Belgique (en) et en Autriche (en), cardinal et membre de la Curie romaine. Il est le doyen du Collège des cardinaux.

## Biographie
Gennaro Granito Pignatelli di Belmonte naquit à Naples le 10 avril 1851 et est le deuxième fils parmi les huit enfants de Francesca di Paola (Paolina) Pignatelli y Aymerich Squarciafico Pinelli Ravaschieri Fieschi, princesse de Belmonte et du Saint-Empire, et de don Angelo Granito, marquis de Castellabate.
Ordonné prêtre à Naples le 7 juin 1879, il travaille pour l'archidiocèse à plusieurs postes, parmi lesquels celui de secrétaire de l'archevêque, Mgr Guglielmo Sanfelice d'Acquavella, ordre de Saint-Benoît. Il est nommé prélat domestique auprès du Saint-Père le 4 avril 1884 et entre en 1892 à la Curie romaine, où il est attaché à la Sacrée Congrégation pour les affaires ecclésiastiques extraordinaires, chargée des affaires étrangères du Saint-Siège. En tant qu'attaché et conseiller, il occupe différents postes à la nonciature de Paris de 1893 à 1896.
En 1899 il est nommé archevêque in partibus d'Édesse-en-Osroène et consacré à Rome par le cardinal Mariano Rampolla del Tindaro, secrétaire d'État. Parallèlement, il devient nonce en Belgique (en), puis en Autriche-Hongrie (en) (1904–1911). En 1909, le nonce représente le pape Pie X comme parrain de don Carlos d'Autriche et de Bourbon, fils de l'archiduc Léopold Salvator de Habsbourg-Lorraine et de l'infante doña Blanche de Bourbon.
Le pape Pie X le crée cardinal-prêtre lors du consistoire du 27 novembre 1911 en lui donnant le titre cardinal-prêtre de S. Maria degli Angeli. Il est nommé légat pontifical pour présider le XXVe Congrès eucharistique International qui s'est tenu à Lourdes du 22 au 26 juillet 1914. Le 6 décembre 1915, il est promu cardinal-évêque d'Albano. Du 4 décembre 1916 au 16 mars 1919, il occupe le poste de camerlingue du Sacré Collège.
Il est nommé légat pontifical pour le Congrès eucharistique de Palerme du 6 août 1924. Le 25 février 1930, il est nommé vice-doyen du Sacré-Collège, et en devient le doyen le 9 juillet 1930, date où il est nommé cardinal-évêque d'Ostie. Le 14 juillet de la même année, Pie XI nomme le nouveau doyen préfet de la Congrégation des cérémonies.
Il tient ces deux derniers postes jusqu'à sa mort, qui survient à Rome le 16 février 1948. À 96 ans, il est le plus vieux cardinal encore en vie et le dernier à avoir été nommé par Pie X. Il a participé aux conclaves de 1914, de 1922 et de 1939.
En 1937 il est nommé grand prieur de Rome de l'ordre souverain de Malte. En 1911, il est fait chevalier (avec grand-croix) de l'ordre de Saint-Étienne (Santo Stefano) par l'empereur François-Joseph d'Autriche.

## Succession apostolique
La succession apostolique est:
- Évêque Augustín Fischer-Colbrie (1905)
- Évêque Rudolph Hittmair (de) (1909)
- Archevêque Gregor Govrik (de), C.A.M. (1910)
- Évêque Vinkenti Peev (en), O.F.M.Cap. (1913)
- Évêque Pasquale Ragosta (1914)
- Évêque Pacifico Celso Carletti, O.F.M.Cap. (1914)
- Archevêque Victor Arrién (1914)
- Évêque Giovanni Sodo (1915)
- Évêque Damian Johannes Theelen (pl), C.P. (1915)
- Évêque Michele Izzi (1915)
- Évêque Giuseppe d'Alessio (de) (1917)
- Évêque Luigi Scarano (1917)
- Patriarche Luca Ermenegildo Pasetto, O.F.M.Cap.(1921)
- Évêque Giovanni Giuseppe Santini, O.F.M.Cap. (1925)
- Archevêque Giuseppe Antonio Ferdinando Bussolari, O.F.M.Cap. (1926)
- Évêque Attilio Adinolfi (1928)
- Évêque Giuseppe Marazzi (de) (1928)
- Archevêque Joachim Lima (de), S.I. (1928)
- Évêque Guglielmo Grassi (it) (1937)
- Évêque Alfonso Camillo De Romanis (it), O.S.A. (1937)
- Cardinal Pietro Boetto, S.I. (1938)
- Archevêque Vigilio Federico Dalla Zuanna (it), O.F.M.Cap. (1941)